# Secret Garden (Gackt-dal)
A Secret Garden Gackt japán énekes kislemeze, mely 2000. november 16-án jelent meg a Nippon Crown kiadónál. Tizedik helyezett volt az Oricon heti slágerlistáján és öt hétig szerepelt rajta.

## Számlista
| #  | Cím                          | Hossz |
| -- | ---------------------------- | ----- |
| 1. | Secret Garden                | 4:45  |
| 2. | Nine Spiral                  | 4:05  |
| 3. | Secret Garden (Instrumental) | 4:37  |